# Cratere Inira
Inira  è un cratere sulla superficie di Venere.